# Rip Van Winkle
Pour les articles homonymes, voir Rip Van Winkle (homonymie).
Rip Van Winkle est une nouvelle fantastique de l'écrivain américain Washington Irving, publiée dans Le Livre d'esquisses (1819). Elle met en scène les aventures du personnage éponyme dans les montagnes Catskill, dans l'État de New York. Irving avoua qu'il n'avait jamais mis les pieds dans les Catskills lorsqu'il écrivit ce recueil de nouvelles à Birmingham en Angleterre.

## Histoire

### Genèse
Selon Charles M. Skinner, Rip Van Winkle aurait réellement existé et la famille Van Winkle était encore une famille importante au moment de l'écriture de la nouvelle — l'éditeur du recueil d'Irving s'appelait lui-même Van Winkle. Irving dit que les Van Winkle descendaient d'un des compagnons de Pieter Stuyvesant, administrateur néerlandais de la Nouvelle-Amsterdam, qui deviendra New York.
Le début de l'action se situerait en 1769. L'action se déroule donc avant et après la guerre d'indépendance des États-Unis. L'histoire est racontée par Diedrich Knickerbocker, un historien hollandais fictif, personnage récurrent dans l'œuvre d'Irving qui l'avait présenté comme auteur de son History of New York, une satire publiée dix ans plus tôt.

### Résumé
Rip est un brave homme apprécié de tous qui est affligé d'une épouse particulièrement acariâtre. Un jour de septembre, il part dans les montagnes avec son fusil et fait la rencontre de personnages vêtus étrangement qui jouent au ninepin bowling, sorte de jeu de quilles dont les boules roulant sur le sol produisent des grondements de tonnerre. Il accepte de boire avec eux une liqueur et, peu de temps après, s'endort au pied d'un arbre.
Quand il se réveille, son fusil tombe en poussière de bois et de rouille, ses vêtements sont en lambeaux et une épaisse barbe blanche couvre le bas de son visage. Il redescend au village, s'étonne de le trouver changé, reconnaît enfin la taverne où il avait ses habitudes. Mais aucun de ses amis n'est là, tous sont morts à la guerre, et le Rip Van Winkle qu'on lui présente s'avère être son propre fils. Il doit reconnaître qu'il a dormi pendant vingt ans. Sa femme est morte, sa maison a disparu, et il est recueilli par sa fille, mariée.
Les hommes qu'il a rencontré dans les montagnes forment l'équipage fantôme de Henry Hudson, qui revient tous les vingt ans dans la vallée du fleuve Hudson qu'ils avaient remonté en 1609. Le mortel qui accepte de boire avec eux s'endort jusqu'au jour de leur nouvelle apparition. Selon une édition actualisée de Skinner, la dernière apparition de ces fantômes remontait à 1909.

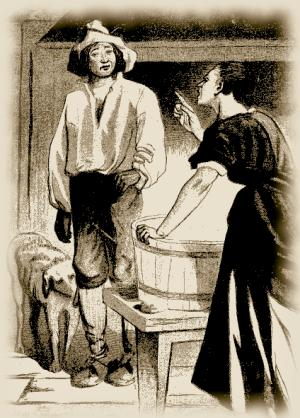
Rip Van Winkle réprimandé par sa femme, illustration du poème Rip Van Winkle And His Wonderful Nap (« Rip Van Winkle et sa merveilleuse sieste »).
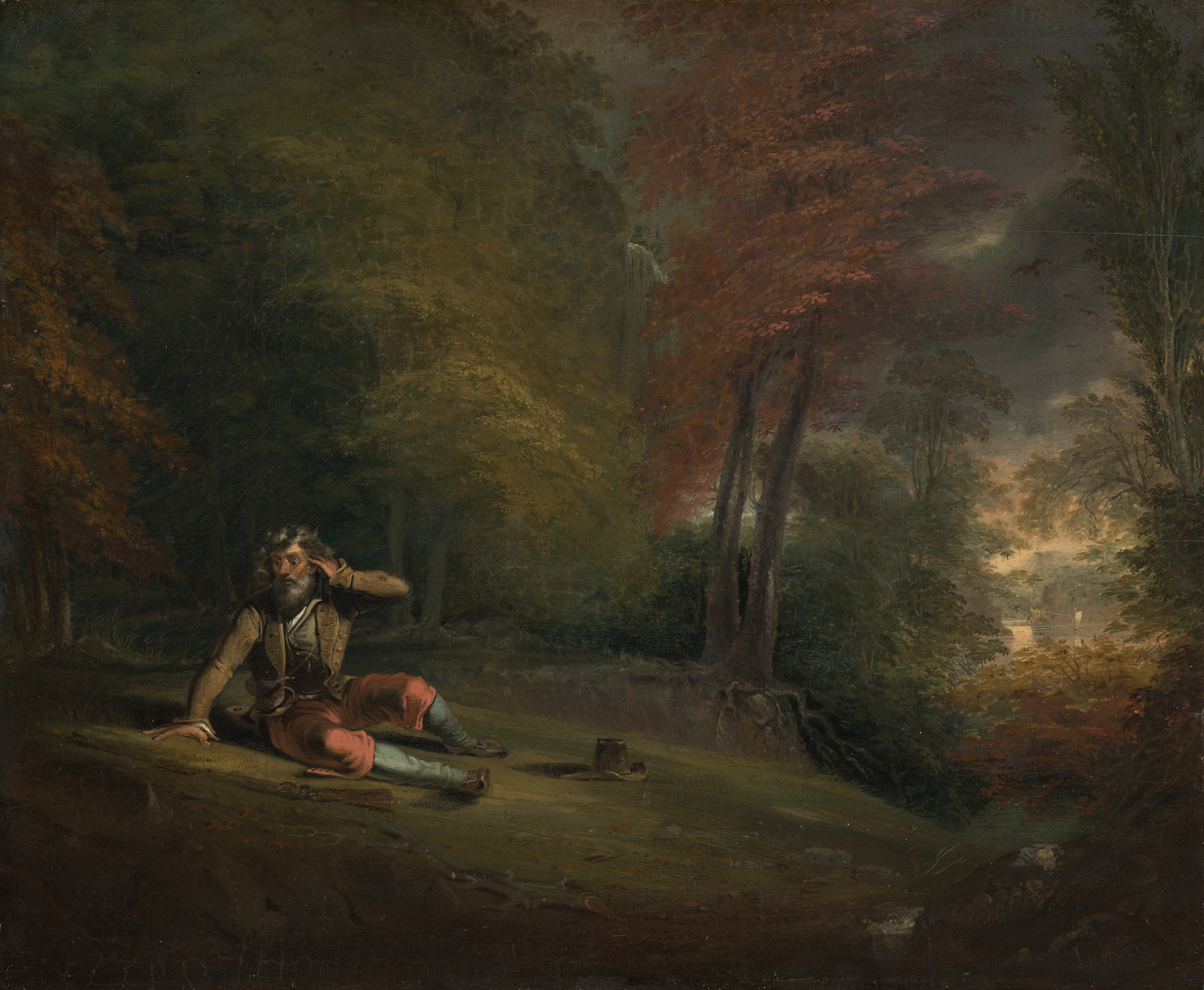
Henry Inman, Rip Van Winkle Awakening from his Long Sleep (« Le réveil de Rip Van Winkle après son long sommeil »), huile sur bois, 1823, National Gallery of Art.
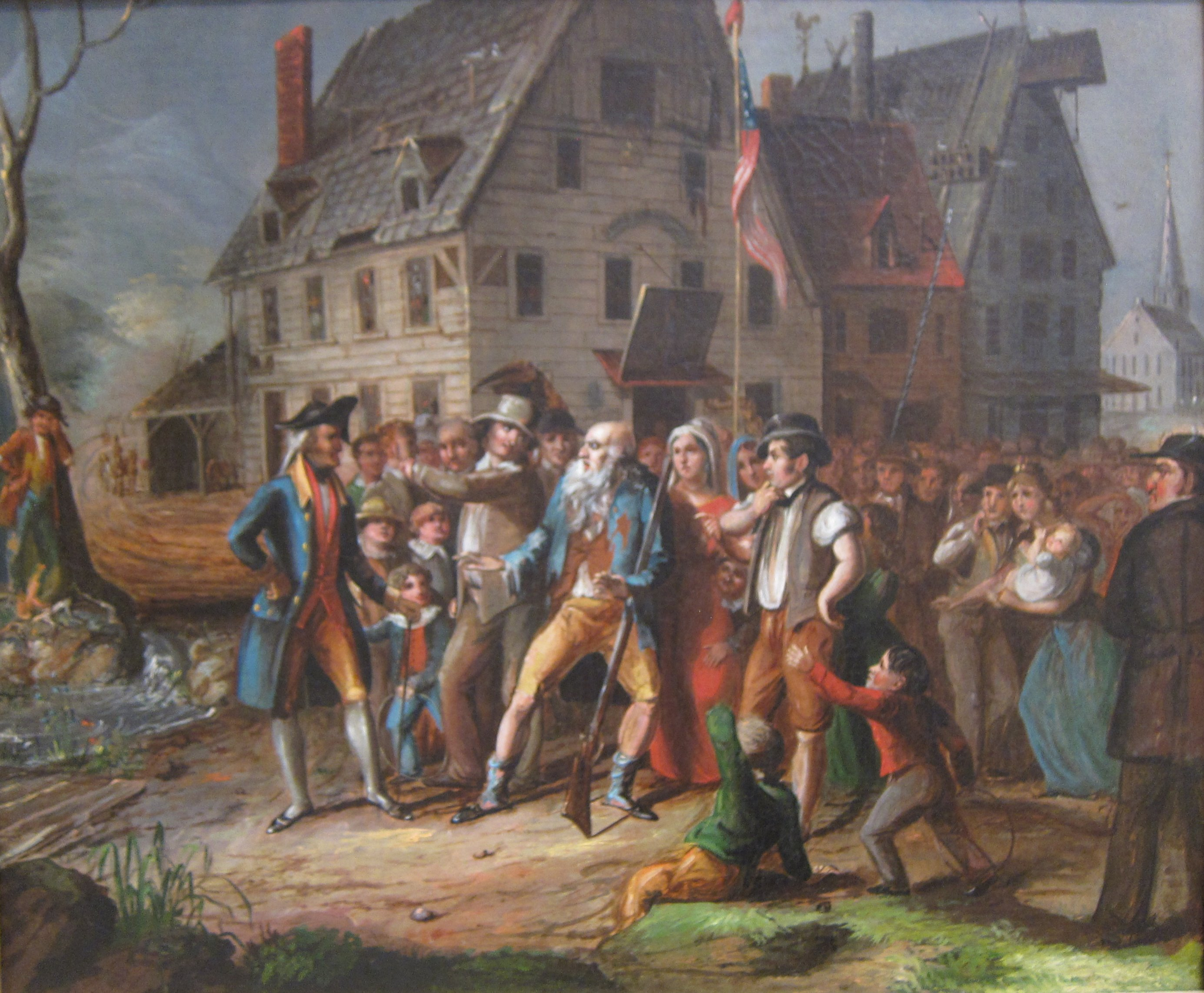
Albertis del Orient Browere, Rip Van Winkle, huile sur toile, 1833, Metropolitan Museum of Art.

### Personnages
- Rip Van Winkle : héros paresseux dominé par sa femme
- Dame Van Winkle : femme acariâtre de Rip Van Winkle
- Rip : fils de Rip Van Winkle
- Judith Gardenier : fille de Rip Van Winkle
- Derrick Van Bummel : maître d'école du village et, plus tard, membre du Congrès des États-Unis
- Nicholas Vedder : propriétaire de l'auberge
- Mr Doolittle : propriétaire d'un hôtel
- Wolf : chien fidèle et paresseux de Rip
- Henry Hudson et son équipage : fantômes qui partagent une liqueur magique avec Rip Van Winkle

## Écriture et publication
En 1818, Washington Irving sort d'une banqueroute qui l'a ruiné. Il se trouve à Birmingham chez son beau-frère, Henry Van Wart. L'écriture lui semble alors un moyen de regagner quelques subsides, bien qu'il ait quelques difficultés à trouver des sujets d'inspiration. Puis il écrit d'un jet Rip Van Winkle, une des premières nouvelles du recueil, qui sera publié en 1819 par S. Van Winkle dans les principales grandes villes de la côte Est des États-Unis. L'ouvrage est ensuite publié en Grande-Bretagne, avec l'aide de son ami Walter Scott.

### Thématique
Le thème n'est pas une nouveauté : de nombreuses légendes de personnes dormant pendant des années, voire des siècles, existent, depuis les Sept Dormants d'Éphèse et des légendes de saints endormis pour échapper aux persécutions ou d'autres raisons. Le doxographe Diogène Laërce raconte l'histoire du sage Épiménide, qui dormit cinquante-sept ans. La légende juive de Honi haMe'aguel raconte comment cet homme, voyant quelqu'un planter un caroubier, arbre qui met traditionnellement 70 ans avant de produire un seul fruit, s'endort et se réveille au pied de cet arbre chargé de fruits. Il en va de même pour la légende japonaise d'Urashima Tarō, un pêcheur qui croit n'avoir passé que quelques jours dans le palais sous-marin Ryūgū alors qu'en fait, de retour dans son village, 300 années se sont écoulées. Un conte allemand de J. C. C. Nachtigal, Peter Klaus le Chevrier, raconte à peu près la même histoire que celle de Rip Van Winkle. Et Irving lui-même, à la fin du récit, signale qu'on pourrait trouver cette histoire inspirée de la légende de l'empereur Frédéric Barberousse endormi avec ses compagnons, accusation démentie par le supposé narrateur, Diedrich Knickerbocker.

## Dans les arts et la culture populaire
L'intérêt de l'œuvre d'Irving est de s'inscrire dans une tradition américaine naissante, au point d'en devenir un des archétypes les plus connus.

### Adaptations

#### Théâtre
En 1882, le conte est adapté au théâtre sous le même nom. La pièce est écrite par Dion Boucicault et interprétée par l'acteur Joseph Jefferson à sa création.

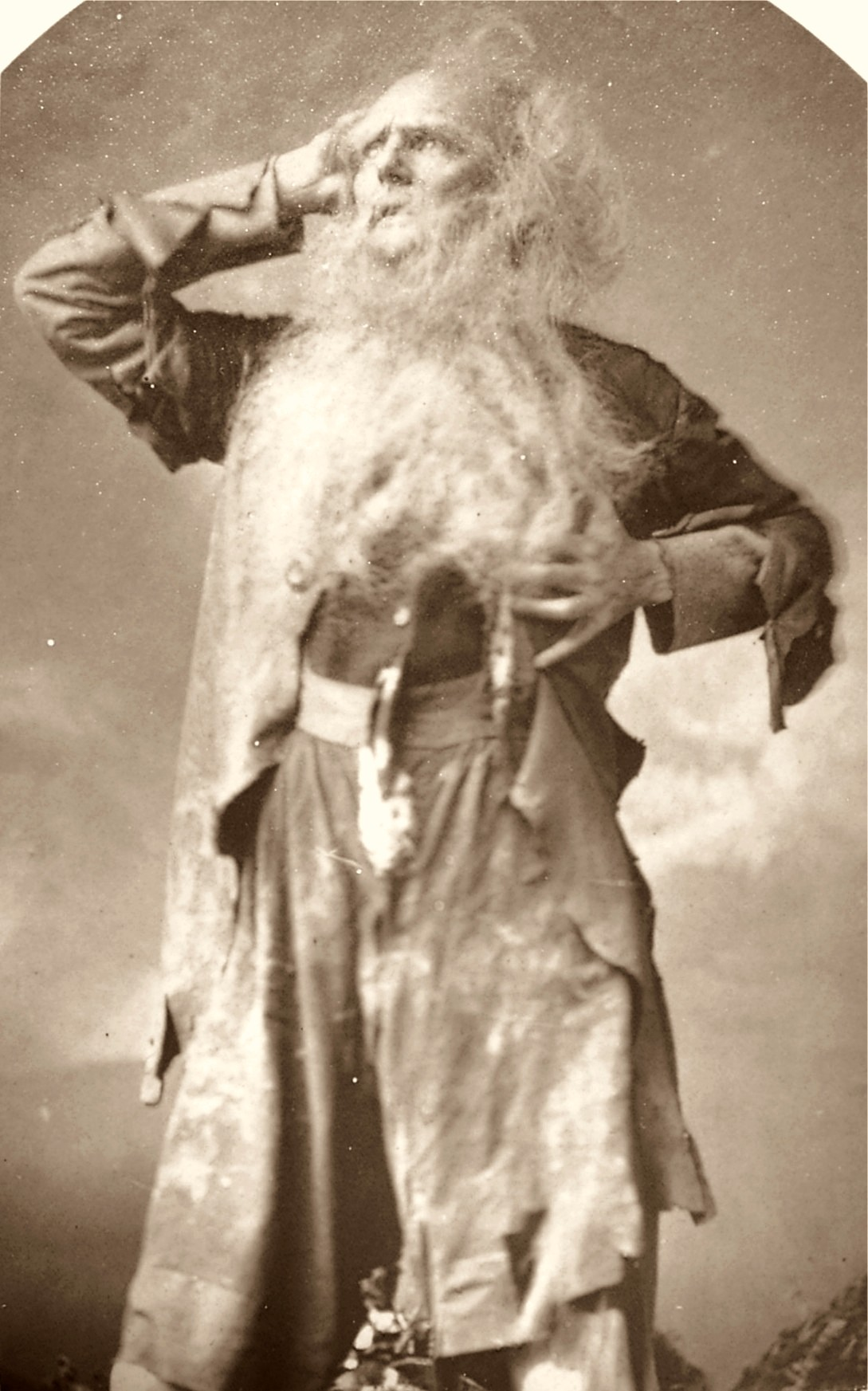
Joseph Jefferson dans le rôle-titre.
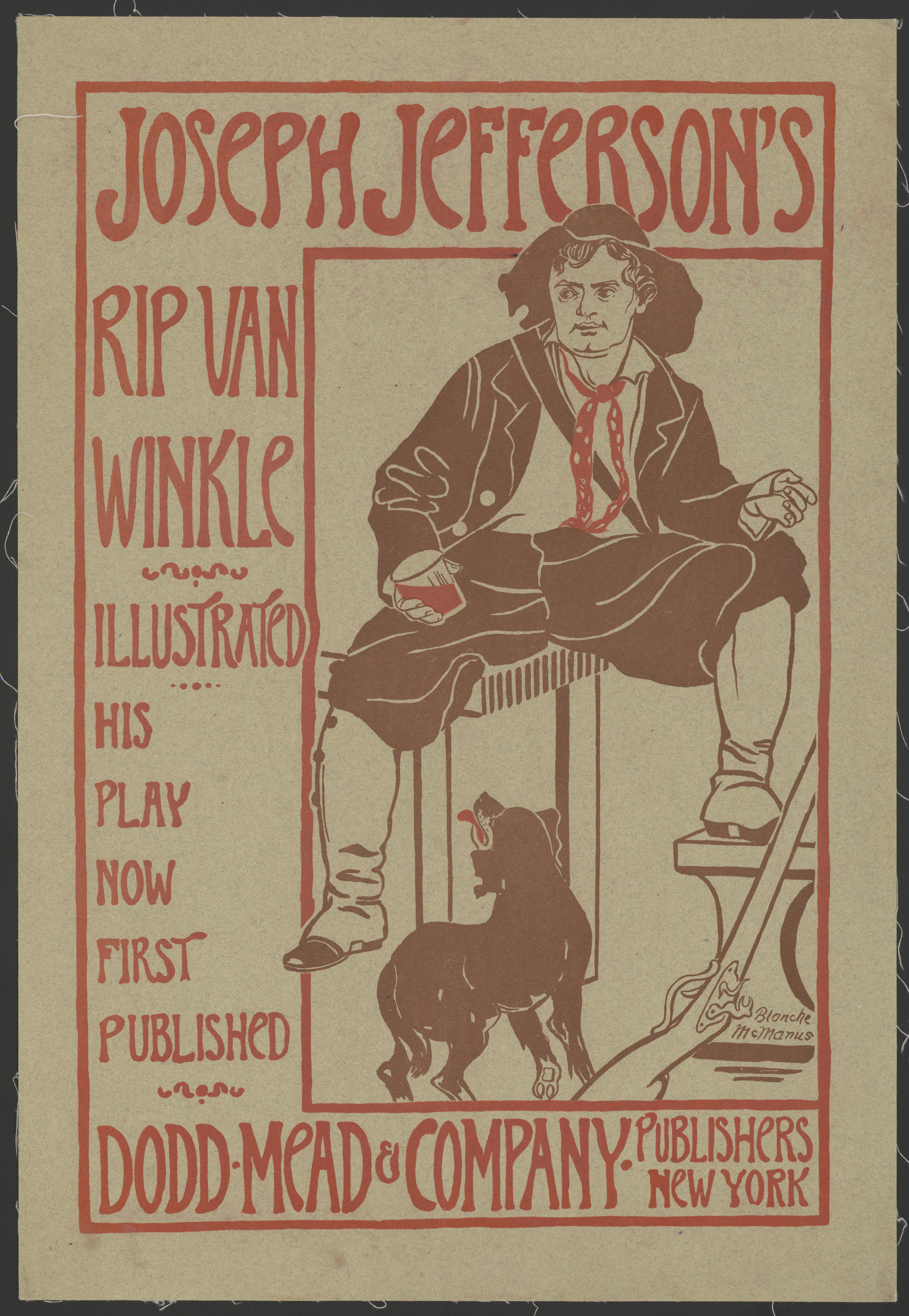
Couverture de la première édition du texte de la pièce.

Après la mort de Joseph Jefferson, son fils Thomas reprend le rôle au Boston Theatre (en) en 1905.
- Extrait du programme du Boston Theatre (en) faisant la publicité de la pièce avec Thomas Jefferson.

#### Opéra
Le conte est adapté en opérette (en) en 1882 par Robert Planquette sur un livret anglais de Henry Brougham Farnie d'après la pièce de Boucicault, livret français de Henri Meilhac et Philippe Gille (1884).
En 1919, un opéra en trois actes sur le thème de ce conte est créé avec un texte de Percy MacKaye (en) et une musique de Reginald De Koven.

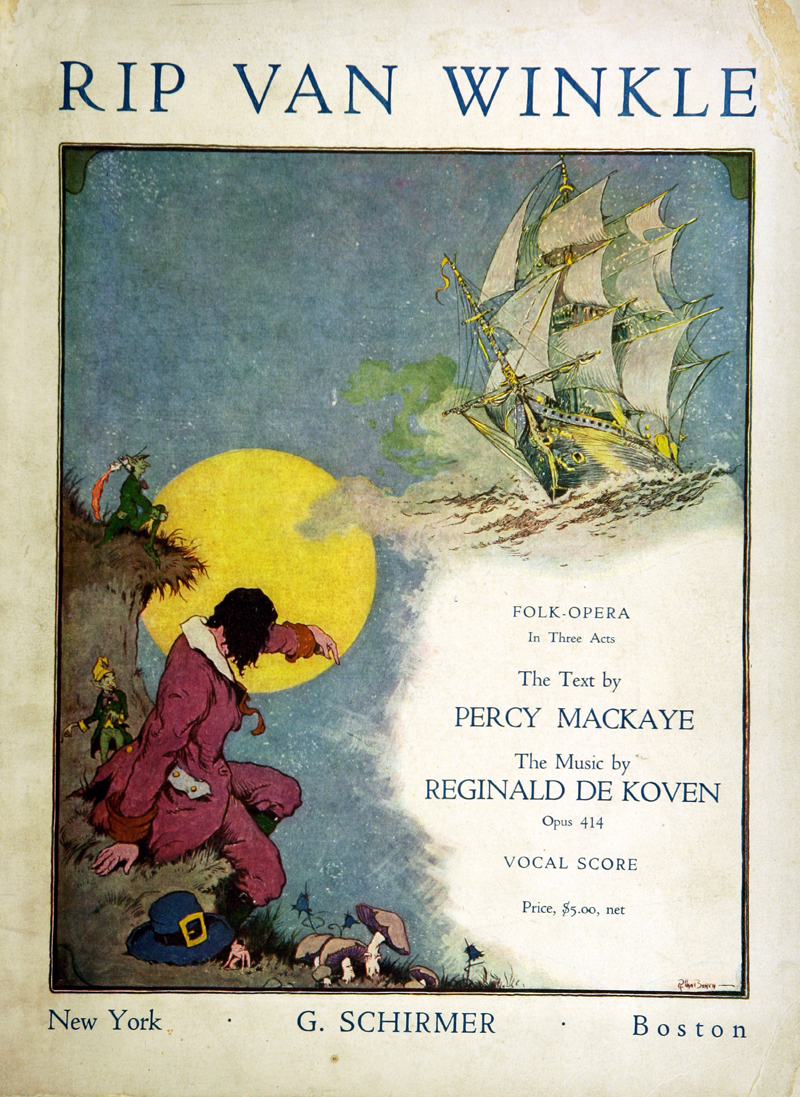
Couverture de la partition vocale de l'opéra de 1919.

#### Cinéma

##### Films avec Joseph puis Thomas Jefferson
Une série de films interprétés par Joseph Jefferson et sortis en 1896 reprend le thème du conte.
S'ensuivent des films interprétés par Thomas Jefferson, fils de Joseph, dans les premières années du XXe siècle.
- Version numérisée du film de 1903 (en).

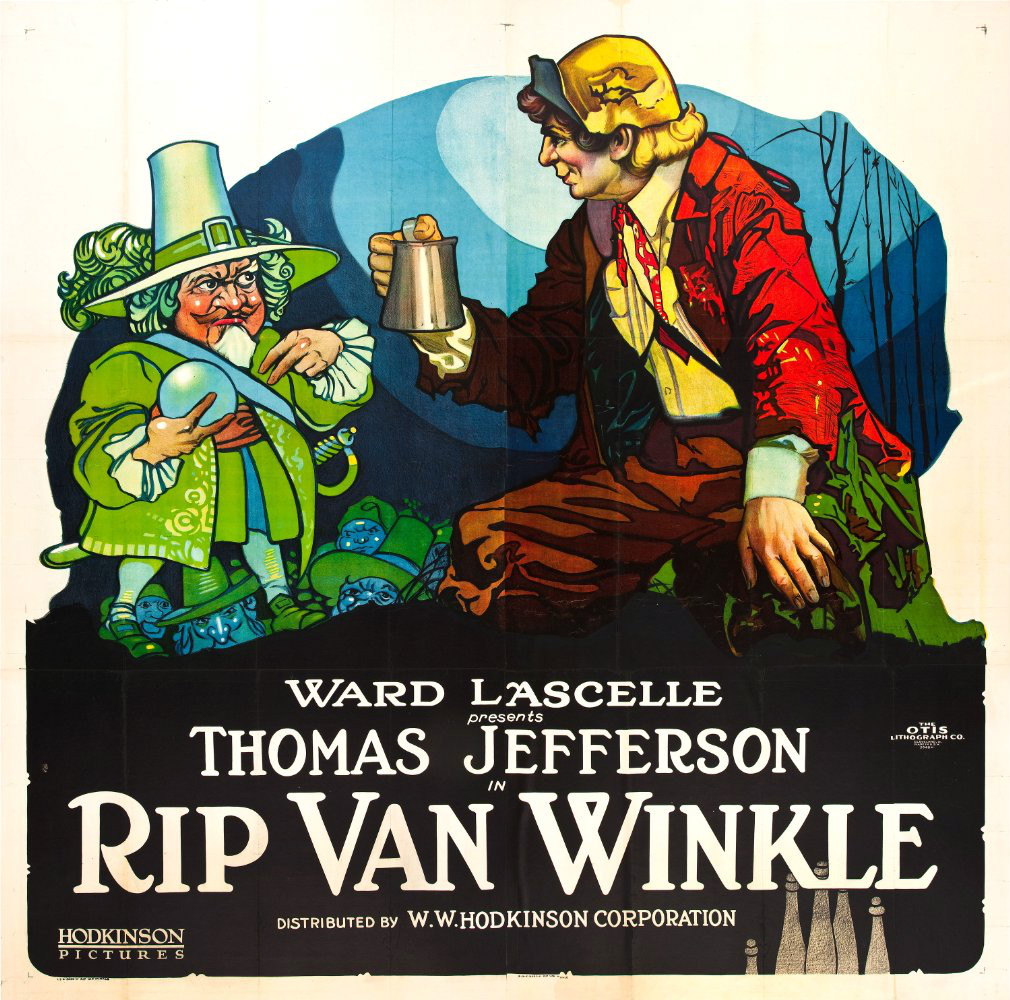
Affiche du film de 1921 (en) réalisé par Ward Lascelle avec Thomas Jefferson.
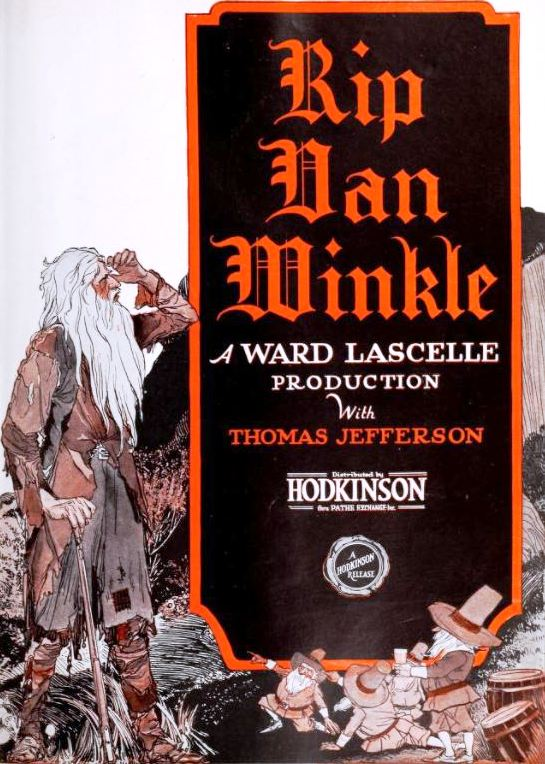
Publicité pour le film dans l'Exhibitors Herald.
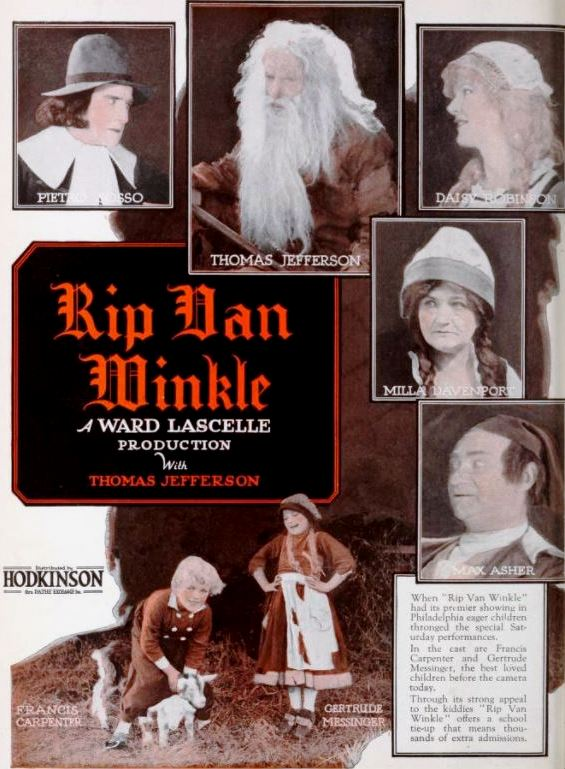
Publicité pour le film dans l'Exhibitors Herald.
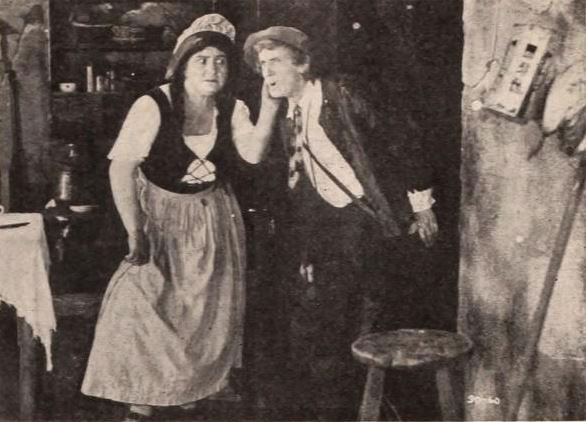
Milla Davenport et Thomas Jefferson dans un photogramme du film.
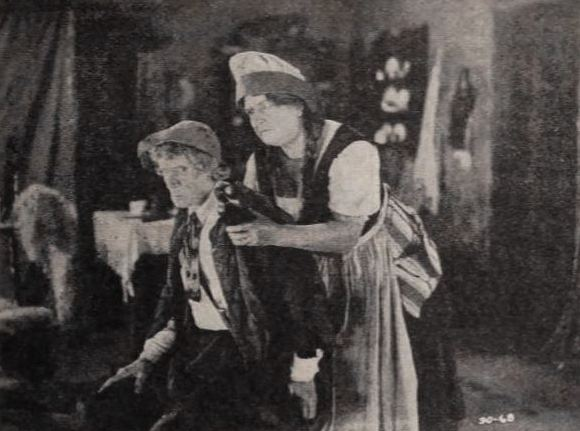
Thomas Jefferson et Milla Davenport dans un photogramme du film.

##### Adaptations ultérieures et impact des premiers films sur la popularité du conte dans les autres arts
Le thème est ensuite repris dans des œuvres de science-fiction, des dessins animés, des bandes dessinées, diverses parodies, qui témoignent du passage de l'histoire dans le domaine collectif.
Le thème, modernisé, correspond souvent à celui d'un individu « cryogénisé » qui revient à la vie après des années de mort ou d'hibernation : Woody et les Robots de et avec Woody Allen (1973) ou encore Hibernatus d'Édouard Molinaro avec Louis de Funès (1969).
Rip van Wyk (1960) est une adaptation sud-africaine par Jamie Uys.

### Allusions

#### Dans les séries télévisées
Le titre en version originale de l'épisode 24 de la saison 2 de La Quatrième Dimension s'intitule The Rip Van Winkle Caper.
Dans Fringe (S03E10), l'agent Olivia Dunham dit « se sentir comme Rip Van Winkle ».
Dans Castle Rock (S01E05), Alan Pangborn compare le gamin (Bill Skarsgård) à Rip Van Winkle.
On relève une référence au conte dans New York, police judiciaire (S11E21).
Dans Dr House (S03E02), Cuddy mentionne un patient paralysé pendant huit ans guéri par Gregory House.

#### Dans la littérature
Trois romans font allusion au conte. Dans  Le Zéro et l'Infini d'Arthur Koestler, on se réfère à l'un des prisonniers en utilisant le nom de Rip Van Winkle ; il s'agit d'un ancien révolutionnaire d'Europe centrale. Dans la malédiction de Old Haven et le maître des dragons de Fabrice Colin, Rip van Winkle est une grande figure de la fraternité d'York, et est le mentor de la jeune Mary Wickford. On note aussi une référence dans Exit le fantôme de Philip Roth, où le narrateur revenant à New York après des années se compare à Rip Van Winckle.
Dans la série manga/anime Hellsing, un antagoniste mineur est nommé Rip Van Winkle.

#### Dans les jeux vidéo
Dans le jeu vidéo Red Dead Redemption II, on relève une référence dans la mission « La Bataille de Shady Belle ».